# Birgitta Trotzig

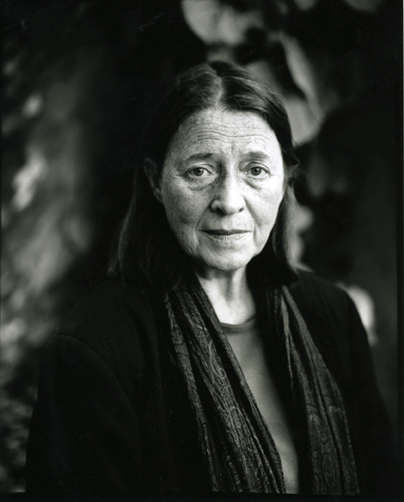
Birgitta Trotzig

Astri Birgitta Trotzig (Göteborg, 11 settembre 1929 – Lund, 14 maggio 2011) è stata una scrittrice e critica letteraria svedese membro dell'Accademia svedese tra il 1993 e il 2011.

## Biografia
Birgitta Trotzig è figlia di un professore universitario, Oscar Kjellén, e di un'assistente, Astri Kjellén (nata Rodhe). Il nonno paterno era un insegnante elementare di Skepperstad e il nonno materno un professore di medicina. I genitori si sposano nel 1928 e il padre lavora alla sua tesi di dottorato mentre insegna al ginnasio di Göteborg. Nel 1937 si trasferiscono a Kristianstad, dove entrambi diventano insegnanti di francese e inglese.
Trotzig studia storia dell'arte e della letteratura all'università di Göteborg, dove già avevano studiato i suoi genitori. Dopo la laurea nel 1948, sposa Ulf Trotzig, ed è con il nome di Birgitta Trotzig che debutta, nel 1951, con la raccolta di novelle Ur de älskandes liv (La vita degli amanti). Quattro anni più tardi si converte al cattolicesimo; l'etica cristiana è un sottotono costante nelle sue opere. Collabora con la rivista culturale della casa editrice Albert Bonniers, il BLM, e con l'Aftonbladet.
Birgitta Trotzig vive in Francia fra il 1955 e il 1972 ed è membro dell'Accademia dei Nove (Samfundet De Nio), dedicata a questioni femminili e pacifiste, fra il 1967 e il 1993. Entra nell'Accademia svedese nel 1993, succedendo all'autore Per Olof Sundman, e occupa il seggio numero 6 fino alla morte, nel 2011.
Ottiene diversi premi letterari, fra cui quello dell'Aftonbladet nel 1961.

## Opere

### Prosa
- Ur de älskandes liv (Stockholm: Bonnier, 1951)
- Bilder (Stockholm: Bonnier, 1954)
- De utsatta: En legend (Stockholm: Bonnier, 1957)
- Ett landskap: Dagbok, fragment 54-58 (Stockholm: Bonnier, 1959)
- En berättelse från kusten (1961)
- Utkast och förslag (Helsinki: Söderström, 1962; Stockholm: Bonnier, 1962)
- Levande och döda: Tre berättelser (Helsinki: Söderström, 1964; Stockholm: Bonnier, 1964)
- Sveket (Stockholm: Bonnier, 1966)
- Ordgränser (Stockholm: Bonnier, 1968)
- Teresa (Stockholm: Bonnier, 1969)
- Sjukdomen (Stockholm: Bonnier, 1972)
- I kejsarens tid: Sagor (Stockholm: Bonnier, 1975)
- Berättelser (Stockholm: Bonnier, 1977)
- Jaget och världen (Stockholm: Författarförlaget, 1977)
- Anima: Prosadikter (Stockholm: Bonnier, 1982)
- Dykungens dotter: En barnhistoria (Stockholm: Bonnier, 1985)
- Porträtt: Ur tidshistorien (Stockholm: Bonnier, 1993)
- Sammanhang: Material (Stockholm: Bonnier, 1996)
- Dubbelheten: tre sagor (Stockholm: Bonnier, 1998)
- Gösta Oswald (Stockholm: Norstedt, 2000)

### Raccolte di saggi
- Utkast och förslag (1962)
- Jaget och världen (1977)

### Con Ulf Trotzig
- Dialog: om Ulf Trotzigs konstnärsskap (Stockholm: Arena, 1996)